# John Francis (Bildhauer)

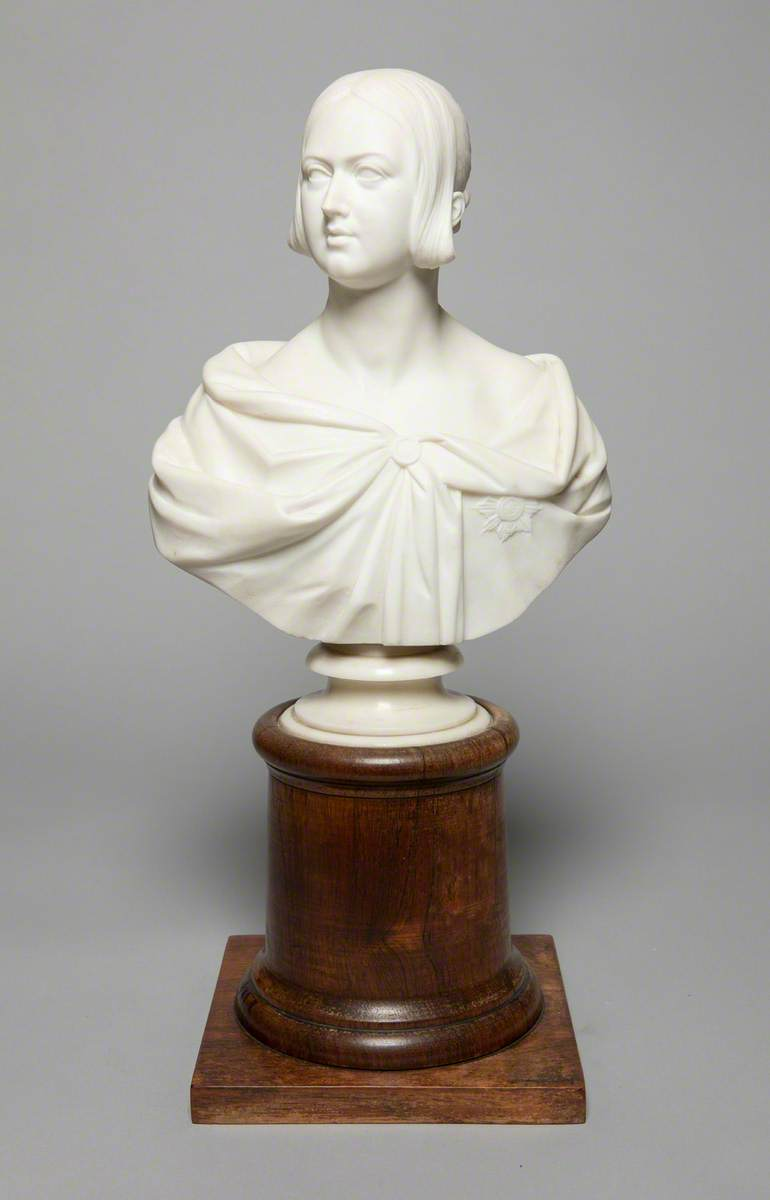
Queen Victoria (1819–1901) von John Francis, ca. 1840. Jersey Museum and Art Gallery

John Francis (* 3. Mai 1780 in Lincolnshire, England; † 30. August 1861 in London, England) war ein englischer Bildhauer des 19. Jahrhunderts.

## Leben
John Francis wurde 1780 in Lincolnshire geboren. Er begann seine künstlerische Laufbahn als Landarbeiter, bevor er eine Ausbildung zum Bildhauer bei Samuel Joseph in London absolvierte. Später wurde er selbst Lehrer und Ausbilder, unter anderem seines Schwiegersohns, des Bildhauers Matthew Noble. John Francis war vorwiegend im Raum London tätig und stellte regelmäßig in der Royal Academy aus. Er starb 1861 in London.

## Werk
Francis spezialisierte sich auf Porträtbüsten und Denkmalplastik und stellte zahlreiche Persönlichkeiten seiner Zeit dar. Zu seinen bekanntesten Werken zählen Büsten von Königin Victoria, dem Herzog von Wellington und anderen prominenten Zeitgenossen. Seine Arbeiten zeichnen sich durch klassische Zurückhaltung sowie eine hohe Genauigkeit in der Wiedergabe physiognomischer Details aus. Francis’ Werk ist dem Neoklassizismus verpflichtet.